# Kopaliny (Chrostowa)
Kopaliny – część wsi Chrostowa w Polsce położona w województwie małopolskim, w powiecie bocheńskim, w gminie Łapanów.
W latach 1975–1998 Kopaliny administracyjnie należały do województwa tarnowskiego.